# Allegany County (New York)
Allegany County is een county in de Amerikaanse staat New York. In 2000 bedroeg de bevolking 49.927. De naam is afkomstig van een woord van de Delaware-indianen, gebruikt door de kolonisten van westelijk New York om een pad aan te duiden dat langs de Allegany River loopt. De hoofdstad is Belmont.

## Geschiedenis
Op het moment (1683) dat de county's van New York gevormd werden, behoorde dit gebied tot Albany County. Deze gigantische county bevatte de hele noordelijke kant van New York en de hele huidige staat Vermont. Deze werd gereduceerd op 3 juli 1766 bij de creatie van Cumberland County, en later nog, op 16 maart 1770, toen Gloucester County opgericht werden.
Op 12 maart 1772, splitste Albany County in drie delen, waarvan een de naam Albany behield. Een van de andere was Tryon County. Deze lag westelijk en ging theoretisch door tot aan de Stille Oceaan, aangezien er geen westelijk grens was. De oostelijk grens lag ongeveer 5 mijl ten westen van de huidige stad Schenectady en bevatte het westen van het Adirondackgebergte en het deel ten westen van de westelijke arm van de Delaware River. Het gebied dat toen Tryon heette bevat nu 37 county's in de huidige staat New York. De county was genoemd naar William Tryon, colonial de koloniale gouverneur van New York.
In de jaren voorafgaand aan 1776 vluchtten de meeste loyalisten in Tryon County naar Canada. In 1784, na het vredesverdrag dat de Amerikaanse Revolutie afsloot, werd de naam van deze gigantische county veranderd in Montgomery County; een eerbetoon aan generaal Richard Montgomery.
Ontario County scheidde zich af in 1789. En in 1802 scheidde Genesee County zich hiervan dan weer af.
Allegany County werd in 1806 gevormd uit delen van Genesee County. Van 1812 tot 1816 was Cattaraugus County ook een deel van Allegany.
Het zuidelijke deel van de county bevat een olieveld waar voor het eerst aardolie was gevonden in de VS, bij Titusville (Pennsylvania). Namen als Wellsville en Petrolia verwijzen nog steeds naar de olie. De oliebronnen zijn nu uitgeput en alleen aardgas wordt nu nog uit de grond gehaald in Allegany County.
County's:

Albany County · Allegany County · Bronx County · Broome County · Cattaraugus County · Cayuga County · Chautauqua County · Chemung County · Chenango County · Clinton County · Columbia County · Cortland County · Delaware County · Dutchess County · Erie County · Essex County · Franklin County · Fulton County · Genesee County · Greene County · Hamilton County · Herkimer County · Jefferson County · Kings County · Lewis County · Livingston County · Madison County · Monroe County · Montgomery County · Nassau County · New York County · Niagara County · Oneida County · Onondaga County · Ontario County · Orange County · Orleans County · Oswego County · Otsego County · Putnam County · Queens County · Rensselaer County · Richmond County · Rockland County · Saratoga County · Schenectady County · Schoharie County · Schuyler County · Seneca County · St. Lawrence County · Steuben County · Suffolk County · Sullivan County · Tioga County · Tompkins County · Ulster County · Warren County · Washington County · Wayne County · Westchester County · Wyoming County · Yates County
Boroughs van New York-stad:

The Bronx (Bronx County) · Brooklyn (Kings County) · Manhattan (New York County) · Queens (Queens County) · Staten Island (Richmond County)